# Liatongus interruptus
Liatongus interruptus är en skalbaggsart som beskrevs av Max Quedenfeldt 1884. Liatongus interruptus ingår i släktet Liatongus och familjen bladhorningar. Inga underarter finns listade i Catalogue of Life.

## Bildgalleri

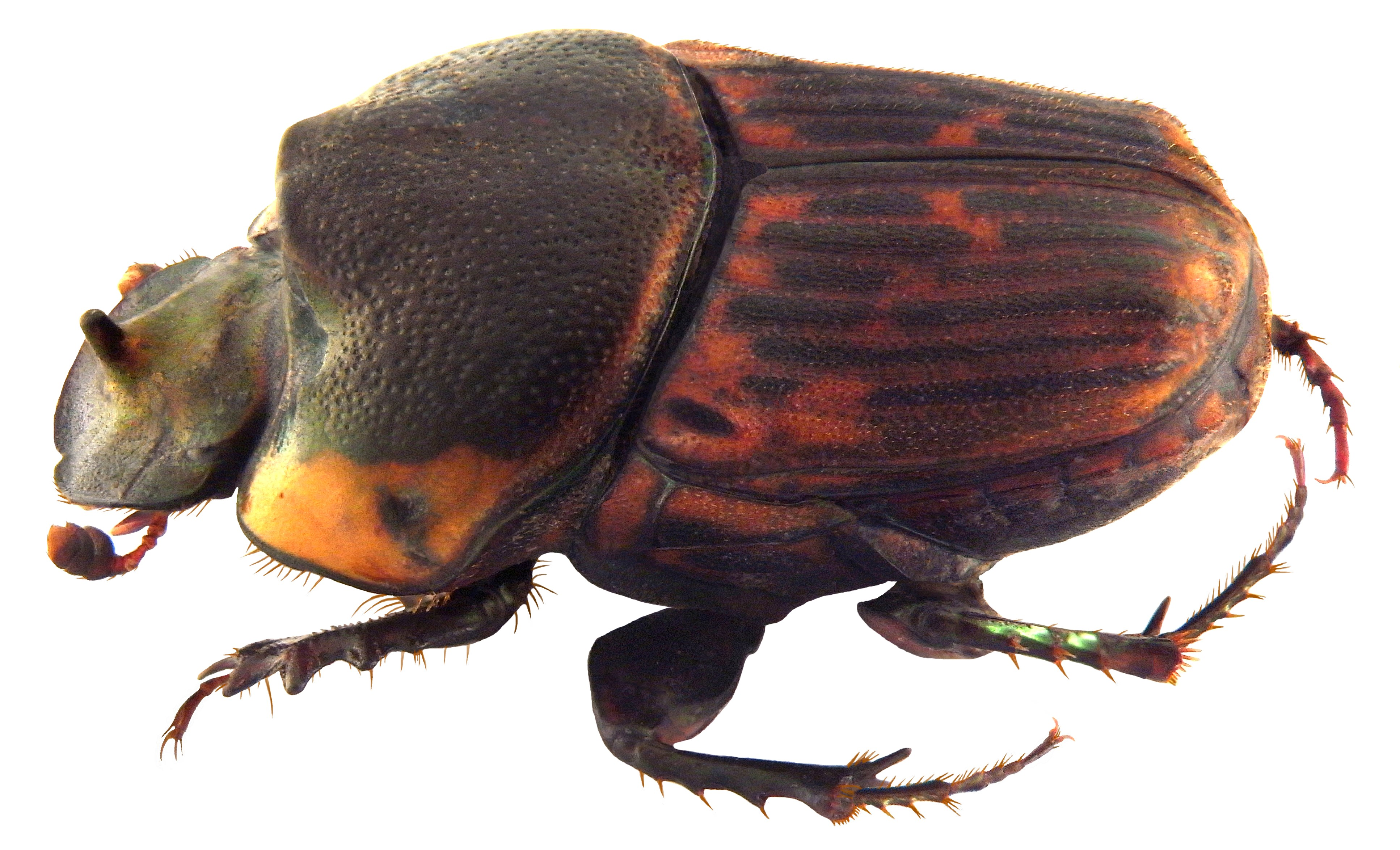